# Janna Levin

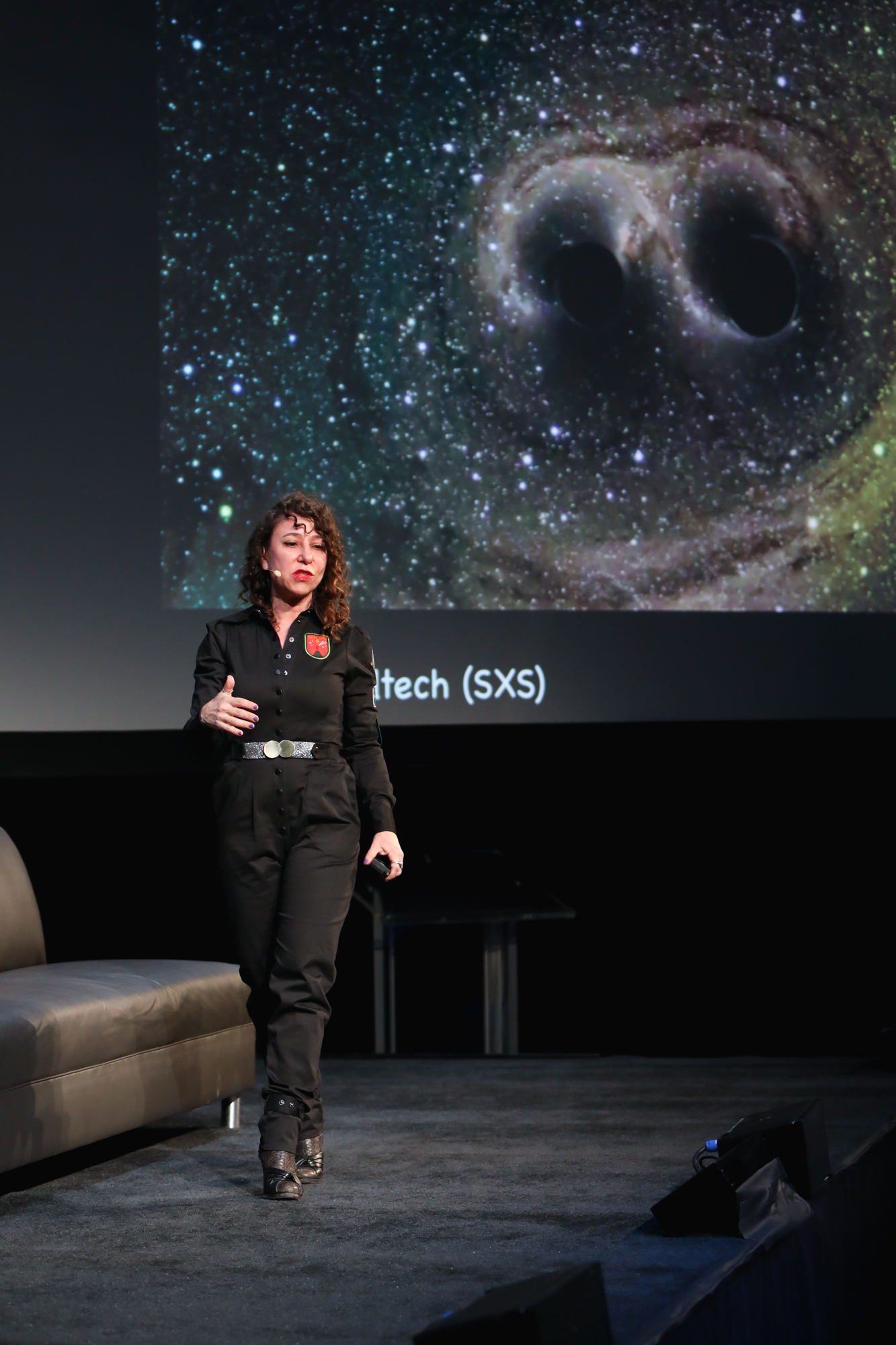
Janna Levin (2019)

Janna Levin (geboren 1967) ist eine US-amerikanische theoretische Kosmologin und Hochschullehrerin am Barnard College in New York City.

## Leben und Forschung
Sie schloss ihr Studium am Barnard College 1988 mit dem B.A. in Astronomie und Physik ab und wurde 1993 am Massachusetts Institute of Technology promoviert. Seit 2004 ist sie Professorin für Physik und Astronomie am Barnard College.
In ihrer Forschung befasst sie sich mit Chaos-Theorie, Schwarzen Löchern und der Theorie des frühen Universums. Sie interessiert sich für die Topologie des Universums, einschließlich der Frage nach seiner Endlichkeit, sowie der Kosmologie von hypothetischen zusätzlichen Dimensionen der Raumzeit.
Einem breiteren Publikum wurde sie mit populärwissenschaftlichen Büchern bekannt, darunter How the Universe Got Its Spots: diary of a finite time in a finite space, ihre Erzählung A Madman Dreams of Turing Machines, die von Kurt Gödel und Alan Turing handelt und mit dem Mary Shelley Award for Outstanding Fictional Work ausgezeichnet wurde, und Black Hole Blues and Other Songs from Outer Space. Als Autorin wurde sie mit dem Bingham Fellowship und 2012 mit einem Guggenheim-Fellowship ausgezeichnet. Darüber hinaus moderierte sie verschiedene Fernsehsendungen zu ihren Forschungsgebieten. Sie ist Director of Science am gemeinnützigen (501(c)(3)) Kulturzentrum PioneerWorks in Brooklyn.